# A Certain Trigger
A Certain Trigger è l'album di debutto dei Maxïmo Park, pubblicato il 16 maggio 2005 dall'etichetta Warp Records. L'album è stato acclamato dalla critica, tuttavia non ha venduto più di 600 000 copie nel mondo, probabile causa è l'uscita del Mercury Prize.
I singoli tratti dall'album sono stati "The Coast Is Always Changing", "The Night I Lost My Head", "Apply Some Pressure", "Graffiti", "Going Missing" e "I Want You to Stay".
"Apply Some Pressure" fu inserita nel gioco Burnout Revenge e SSX on Tour.
"Going Missing" fu usata nella colonna sonora del film Vero come la finzione nei titoli di coda.

## Tracce
Tutti i brani sono stati scritti da Duncan Lloyd e Paul Smith eccetto dove indicato.

### Versione internazionale
1. Signal and Sign – 2:25
2. Apply Some Pressure – 3:19
3. Graffiti – 3:05
4. Postcard of a Painting – 2:14
5. Going Missing – 3:41
6. I Want You to Stay – 3:44 (Lukas Wooller, Smith)
7. Limassol – 3:42 (Archis Tiku, Smith)
8. The Coast Is Always Changing – 3:19
9. The Night I Lost My Head – 1:51 (Smith)
10. Once, a Glimpse – 3:03
11. Now I'm All over the Shop – 2:23
12. Acrobat – 4:42 (Wooller, Smith)
13. Kiss You Better – 2:05 (Smith)

### Versione giapponese (Live in Tokyo)
1. Signal and Sign – 2:49
2. The Coast Is Always Changing – 3:27
3. Graffiti – 3:04
4. I Want You to Stay – 3:43 (Lukas Wooller, Smith)
5. Limassol – 3:41 (Archis Tiku, Smith)
6. Once, a Glimpse – 3:15
7. Kiss You Better – 2:26 (Smith)